# زابروجه (شهرستان ویشکوف)
زابروجه (به لهستانی:  Zabrodzie) یک روستا در لهستان است که در گمینا زابروجه واقع شده‌است. زابروجه ۵۹۰ نفر جمعیت دارد.